# 中亚兔
中亚兔（学名：Lepus tibetanus）也称藏兔，一种分布于巴基斯坦、印度查谟和克什米尔邦、阿富汗、塔吉克斯坦、吉尔吉斯斯坦、蒙古国及中国西北等地区的哺乳动物，隶属于兔科兔属。其种加词“tibetanus”意为“西藏的”。

## 分类地位
本种有效性及与草兔（Lepus capensis）之间的关系一直存在争议。本种曾被归入草兔，之后又有学者将中国境内的草兔分为了蒙古兔（Lepus tolai）和中亚兔两种。现分子研究结果支持本种作为一独立种。

## 保护
本种于2023年被收录入《有重要生态、科学、社会价值的陆生野生动物名录》。